# Digimon Adventure 3D: Digimon Grandprix!
Digimon Adventure 3D: Digimon Grandprix! (デジモンアドベンチャー3D デジモングランプリ?, Dejimon Adobenchā 3D: Dejimon Guranpuri!) è un cortometraggio d'animazione giapponese del 2000 prodotto da Toei Animation e diretto da Mamoru Hosoda. È l'undicesimo film di Digimon ed è legato alle serie televisive anime del 1999 e del 2000 Digimon Adventure e Digimon Adventure 02.

## Trama
Dodici concorrenti competono nel Digimon Grandprix per ottenere il titolo di "Re dei Digimon". La corsa inizia con un notevole trambusto, solo Agumon vola nella direzione sbagliata mentre il veicolo di Patamon parte senza il suo pilota. All'inizio, in un'area simile ad una fattoria, V-mon e PicoDevimon prendono il comando, ma, mentre attraversano l'area di un fiume, provano a buttarsi fuori a vicenda dalla corsa, facendo fermare entrambi i loro veicoli. Indaffarati l'uno con l'altro, la maggior parte degli altri partecipanti li sorpassa. Mentre gli altri Digimon proseguono, Agumon riesce finalmente a prendere la direzione giusta e a portare con sé Patamon dandogli un passaggio.
Nella seconda parte del percorso, coperta dalla neve, PicoDevimon riesce a sorpassare Tentomon e sgancia così tante bombe da distruggere sia il veicolo di quest'ultimo che quello di Armadimon, mentre V-mon accelera per recuperare. Nella sezione della foresta autunnale, V-mon e PicoDevimon provano a buttarsi ancora fuori a vicenda, ma le loro azioni causano la fine della corsa per Tailmon, Gomamon, Piyomon e Hawkmon, ma Agumon, trasportando tutti i Digimon ritirati, si fa strada e con la sua Baby Flame butta fuori V-mon e PicoDevimon. Davanti a tutti, con un considerevole margine di vantaggio, Gabumon si fa bello per il presentatore, ma Agumon guadagna la prima posizione. Sfortunatamente, il suo missile gli causa disordini di stomaco ed il Digimon è costretto ad espellere alcuni escrementi, lanciandoli come missili. Quest'azione fa fuori immediatamente Palmon e Gabumon la segue poco dopo.
Agumon presto perde la strada ancora una volta, lasciando PicoDevimon e V-mon a darsi battaglia nella città. PicoDevimon e usa tutte le sue ultime risorse e scaglia qualsiasi pezzo del suo veicolo, eccetto l'abitacolo, verso V-mon, che schiva i proiettili ma non può nulla quando ciò causa un'esplosione. PicoDevimon pensa di aver vinto, ma Agumon, portando tutti gli altri partecipanti, lo raggiunge e fa a pezzi il suo veicolo con un'onda d'urto. Agumon e gli altri partecipanti, quindi, passano la linea del traguardo tutti insieme e dividono il titolo di "Re dei Digimon", ma immediatamente dopo il missile di Agumon va fuori controllo e spedisce tutti nello spazio.

## Distribuzione

### Giappone
Il corto è stato proiettato all'attrazione Sanrio Puroland's Yume no Time Machine dal 20 luglio 2000 al 23 giugno 2002, ed è poi stato ritrasmesso il 3 ottobre 2009 al Toei Animation Festival.